# Awamori
L’awamori (泡盛) (de l'okinawaïen : 泡盛, アームイ, āmui) est une boisson alcoolisée spécifique à Okinawa, au Japon. Il est fabriqué à partir de distillation de riz, d'eau, de levure et d'Aspergillus luchuensis (ja), un champignon microscopique noir (levure) appelé localement kuro kōji (黒麹, kōji noir) ou kuro kōji-kin (黒麹菌, levure noire).
Il contient environ 30 % d'alcool.
Les habitants d'Okinawa le boivent allongé d'eau avec des glaçons, mais il peut aussi se boire pur pour les awamori âgés, on the rocks (avec des glaçons) ou en cocktail.

## Histoire

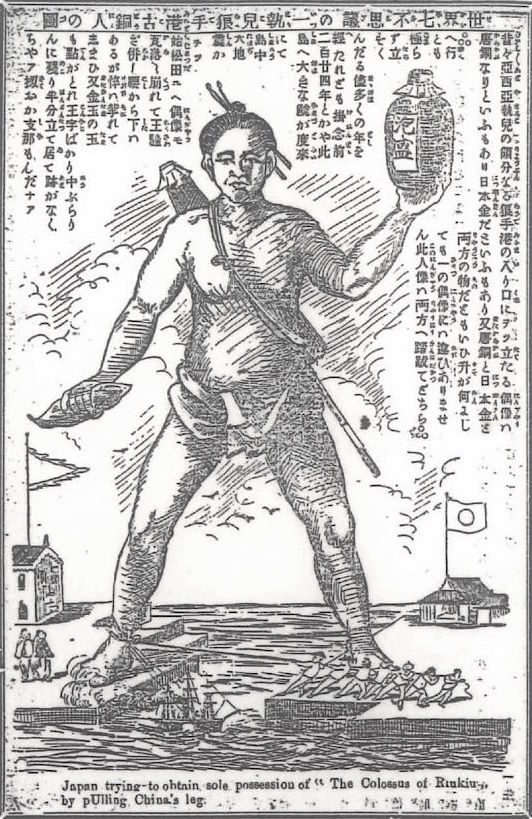
Vignette de propagande lors de l' (Ryukyu Shobun, montrant un Ryukyuan tenant une gourde d’awamori, tel le colosse de Rhodes, à cheval entre Chine et Japon, l'armée japonaise tirant le pied en Chine pour en prendre l'entière possession.

L’awamori était autrefois considéré comme un shōchū. Mais le shōchū est généralement distillé à partir de riz à épillet court (japonica), contrairement à l’awamori qui utilise du riz thaïlandais à épillet long (indica). De plus, l’awamori utilise pour la fermentation le champignon noir kōji spécifique à Okinawa, tandis que le shōchū utilise du  l'Aspergillus oryzae, un champignon microscopique (appelé kōji blanc).
La technique de distillation a atteint Okinawa (alors dans le royaume de Ryūkyū, 1429-1879, tributaire de la Chine impériale) au XVe siècle à partir de la Thaïlande (bien qu'il y ait également des influences de l'Indonésie et Taïwan au sud, ainsi que de la Chine et la Corée au nord). C'est le plus ancien alcool distillé de l'actuel Japon et c'est peut-être pourquoi le riz thaïlandais est toujours utilisé aujourd'hui pour la fabrication d’awamori. Les habitants d'Okinawa ont affiné la technique pour la rendre plus adaptée au climat subtropical et à l'utilisation du kōji.

## Kūsu
Un awamori âgé de plus de trois ans obtient la dénomination de kūsu (古酒, litt. « vieil alcool »). Il est vieilli en pots de terre dans des caves à une température basse et constante. Avant la bataille d'Okinawa, il existait des kūsu de plus de deux cents ou même trois cents ans d'âge, mais ils ont tous été perdus.